# Giurisdizione universale
La giurisdizione universale consente agli Stati o alle organizzazioni internazionali di rivendicare la giurisdizione penale su un imputato indipendentemente dal luogo in cui è stato commesso il presunto reato e indipendentemente dalla nazionalità dell'imputato, dal paese di residenza o da qualsiasi altra relazione con l'ente che intraprende il processo. I crimini perseguiti sotto la giurisdizione universale sono considerati - dall'ordinamento giuridico che sceglie di perseguirli direttamente - crimini troppo gravi per tollerare la possibilità di sottrarli a punizione in ragione della concorrenza di più giurisdizioni nazionali.

## Nel diritto internazionale
Il concetto di giurisdizione universale è - nel diritto internazionale - strettamente legato all'idea che alcune norme internazionali sono erga omnes, ovvero dovute all'intera comunità mondiale, nonché al concetto di ius cogens secondo cui alcuni obblighi di diritto internazionale sono vincolanti per tutti gli Stati.
Già le Istituzioni di Giustiniano, facendo eco ai Commentari di Gaio, affermavano che "tutte le nazioni ... sono governate in parte dalle loro leggi particolari, e in parte da quelle leggi che sono comuni a tutti, [quelle] naturali che la ragione detta per tutta l'umanità".
Declinando la comprensione classica del diritto universale nel principio aut dedere aut judicare, nel XVII secolo il giurista olandese Grozio gettò le basi per la giurisdizione universale nel diritto internazionale moderno, promulgando - nel suo Dē Jūre Prādae (Del diritto delle catture) e successivamente nel Dē jūre bellī ac pācis (Del diritto della guerra e della pace) - il punto di vista recepito in seguito dall'Illuminismo, secondo cui esistono principi universali, accessibili dalla ragione, per ciò che è giusto o sbagliato.
Stante la natura ancora decentrata dell'ordinamento internazionale, composto da Stati sovrani, la Carta delle Nazioni Unite non prese posizione direttamente sulla questione se dovesse essere esclusivamente lo Stato captor ad esercitare giurisdizione verso il violatore di tali norme, o se invece potesse essere costituito un tribunale internazionale come era avvenuto a Norimberga. In ogni caso, a livello pattizio si giunse all'affermazione del principio aut dedere aut judicare solo nella Convenzione contro il genocidio. Partendo da essa Amnesty International, propugnatrice della giurisdizione universale, sostiene che nessun luogo dovrebbe essere un rifugio sicuro per coloro che hanno commesso crimini contro l'umanità e crimini di guerra: occorrerebbe cioè ascrivere valore non solo pattizio ma di diritto internazionale generale al genocidio ed a tutti gli altri crimini, che rappresentano una minaccia così grave per la comunità internazionale nel suo insieme che gli Stati hanno il dovere logico e morale di perseguire l'individuo responsabile.

### La Corte penale internazionale
Operativa all'Aia dal 2002, la Corte penale internazionale (ICC) è l'istituto con maggiore vocazione a coprire la generalità degli Stati e, quindi, a realizzare la tendenziale trasformazione della persecuzione - per questo tipo di crimini - da previsione di norma pattizia a fattispecie di norma consuetudinaria: si tratta di un tribunale internazionale di giurisdizione generale per perseguire i cittadini degli Stati membri per genocidio, crimini contro l'umanità, crimini di guerra e crimini di aggressione, come previsto dallo Statuto di Roma della Corte penale internazionale firmato nel 1998. Il grave crimine internazionale è definito nell'articolo 7 dello Statuto di Roma della Corte penale internazionale come un atto criminale grave commesso nell'ambito di un "attacco diffuso o sistematico diretto contro qualsiasi popolazione civile, con conoscenza dell'attacco", inclusi omicidio, stupro, schiavitù, persecuzione, sterminio e tortura".
Visto che la Corte penale internazionale ha una giurisdizione di natura esplicitamente definita complementare, non si può comunque escludere che questo tipo di reati - quando fuoriescano dalla competenza ratione temporis o ratione loci di quell'organo, e non vengano puniti dallo Stato in cui hanno luogo - possano attivare la giurisdizione punitiva degli ordinamenti nazionali che contemplano questa possibilità. Tuttavia la giurisdizione universale è ciò che consente al Consiglio di sicurezza delle Nazioni Unite di deferire situazioni specifiche alla Corte penale internazionale, come è successo con il Darfur (2005) e la Libia (2011).
In questa direzione va anche la risoluzione 1674 del Consiglio di sicurezza delle Nazioni Unite, adottata il 28 aprile 2006: essa ribadisce le disposizioni dei paragrafi 138 e 139 del documento finale del vertice mondiale del 2005 sulla responsabilità di proteggere le popolazioni dal genocidio, dai crimini di guerra, pulizia etnica e crimini contro l'umanità e impegna il Consiglio di sicurezza ad agire per proteggere i civili nei conflitti armati.

## Negli ordinamenti nazionali

### Australia
L'Alta Corte d'Australia, nel caso Polyukhovich v Commonwealth del 1991, ha confermato l'autorità del Parlamento australiano, ai sensi della Costituzione australiana, di esercitare la giurisdizione universale sui crimini di guerra.

### Belgio
Nel 1993, il parlamento belga ha approvato una "legge di giurisdizione universale" (a volte indicata come "legge sul genocidio"), che gli consente di giudicare le persone accusate di crimini di guerra, crimini contro l'umanità o genocidio. Nel 2001, quattro cittadini ruandesi sono stati condannati e condannati a pene da 12 a 20 anni di reclusione per il loro coinvolgimento nel genocidio ruandese del 1994.
C'è stata dopo una rapida successione di casi:
- Il primo ministro Ariel Sharon è stato accusato di coinvolgimento nel massacro di Sabra e Shatila in Libano del 1982, condotto da una milizia cristiana;
- Gli israeliani hanno intentato una causa contro Yasser Arafat per motivi di responsabilità per attività terroristiche;
- Nel 2003, le vittime irachene di un attentato dinamitardo a Bagdad del 1991 hanno sporto denuncia contro George HW Bush, Colin Powell e Dick Cheney.

Di fronte a questo forte aumento dei casi, il Belgio ha stabilito la condizione che l'imputato debba essere belga o presente in Belgio. Un mandato di cattura emesso nel 2000 ai sensi di tale legge, contro l'allora Ministro degli Affari Esteri della Repubblica Democratica del Congo Abdoulaye Yerodia Ndombasi, è stato impugnato dinanzi alla Corte Internazionale di Giustizia nel caso ICJ Arrest Warrant Case. La decisione della Corte, emessa il 14 febbraio 2002, ha rilevato che non aveva giurisdizione per esaminare la questione della giurisdizione universale, decidendo invece la questione sulla base dell'immunità dei funzionari statali di alto rango. Tuttavia, la questione è stata affrontata in opinioni separate e dissenzienti, come quella del presidente Guillaume che ha concluso che la giurisdizione universale esiste solo in relazione alla pirateria, e l'opinione dissenziente del giudice Oda che riconobbe la pirateria, il dirottamento, il terrorismo e il genocidio come crimini soggetti alla giurisdizione universale.
Il 1º agosto 2003, il Belgio ha abrogato la legge sulla giurisdizione universale e ha introdotto una nuova legge sulla giurisdizione extraterritoriale, simile o più restrittiva di quella della maggior parte degli altri paesi europei. Tuttavia, alcuni casi che erano già iniziati sono continuati. Questi includevano quelli riguardanti il genocidio ruandese e le denunce presentate contro l'ex presidente ciadiano Hissène Habré (soprannominato il " Pinochet africano"): nel settembre 2005, Habré è stato incriminato da un tribunale belga per crimini contro l'umanità, tortura, crimini di guerra e altre violazioni dei diritti umani. Arrestato in Senegal su richiesta dei tribunali senegalesi, è stato processato e condannato per crimini di guerra dal Tribunale speciale senegalese nel 2016 e condannato all'ergastolo.

### Canada
Per attuare lo Statuto di Roma, il Canada ha approvato la legge sui crimini contro l'umanità e sui crimini di guerra. Michael Byers, dell'professore di diritto dell'Università della Columbia Britannica, ha sostenuto che queste leggi vanno oltre lo Statuto di Roma, fornendo ai tribunali canadesi giurisdizione su atti anteriori alla Corte penale internazionale (CPI) e che si verificano in territori al di fuori degli stati membri della CPI; "di conseguenza, chiunque sia presente in Canada e sia accusato di aver commesso genocidio, tortura ... ovunque, in qualsiasi momento, può essere perseguito [in Canada]".

### Finlandia
François Bazaramba è stato condannato all'ergastolo in Finlandia nel 2010 per aver partecipato al genocidio ruandese del 1994.
Nel 2021 è iniziato un nuovo processo ai sensi della legge finlandese che consente il perseguimento di reati gravi commessi all'estero.

### Francia
L'articolo 689 del code de procédure pénale elenca le infrazioni che possono essere giudicate in Francia quando sono state commesse al di fuori del territorio francese sia da cittadini francesi che da stranieri. Possono essere perseguite le seguenti infrazioni:
- Tortura
- Terrorismo
- Contrabbando nucleare
- Pirateria navale
- Dirottamento aereo

### Germania
Secondo il sistema giuridico tedesco, i crimini internazionali sono reati perseguibili d'ufficio (Offizialdelikte): non si dipende quindi dalle denunce penali individuali delle vittime, per avviare l'azione penale.
Nikola Jorgić il 26 settembre 1997 è stato condannato per genocidio in Germania e condannato a quattro ergastoli per il suo coinvolgimento nel genocidio bosniaco. Il suo ricorso, a seguito della condanna, è stato respinto dal Bundesgerichtshof tedesco (Corte suprema federale) il 30 aprile 1999: in quella circostanza la Corte ha affermato che il genocidio è un crimine che tutte le nazioni devono perseguire.
Da allora la Germania ha attuato nel proprio diritto penale il principio della giurisdizione universale per genocidio, crimini contro l'umanità e crimini di guerra attraverso il Völkerstrafgesetzbuch ("codice penale internazionale", letteralmente "codice del diritto penale dei popoli"), che ha recepito nel diritto nazionale il trattato che istituisce la Corte penale internazionale. La legge è stata approvata nel 2002 e fino al 2014 è stato usato una sola volta, nel processo al leader ribelle ruandese Ignace Murwanashyaka: questi nel 2015 è stato riconosciuto colpevole e condannato a 13 anni di carcere.
Inoltre, l'articolo 7(2) del codice penale tedesco Strafgesetzbuch (stGB) stabilisce il principio di aut dedere aut judicare, affermando che il diritto penale tedesco si applica ai reati commessi all'estero da cittadini stranieri che attualmente risiedono in Germania se non esiste una giurisdizione penale in all'estero o quando non è stata presentata alcuna richiesta di estradizione.

### Israele
Il filosofo morale Peter Singer, insieme a Kenneth Roth, ha citato l'accusa israeliana contro di Adolf Eichmann nel 1961 come un'affermazione di giurisdizione universale. Egli sostiene che, mentre la pubblica accusa di Israele ha invocato uno statuto specifico per i crimini nazisti contro gli ebrei, la sua Corte Suprema ha rivendicato la giurisdizione universale sui crimini contro l'umanità.
L'avvocato difensore di Eichmann aveva sostenuto che Israele non aveva giurisdizione a causa del fatto che Israele non era nato fino al 1948; anche la Convenzione sul genocidio non era entrata in vigore fino al 1951 e la Convenzione sul genocidio non prevedeva automaticamente la giurisdizione universale. La difesa sostenne anche che gli agenti israeliani avessero ottenuto Eichmann illegalmente, violando il diritto internazionale quando lo sequestrarono e lo hanno portarono in Israele per essere processato. Il governo argentino aveva risolto la controversia diplomaticamente con Israele.
Israele ha nella sentenza finale invece sostenuto la giurisdizione universale basata sul "carattere universale dei crimini in questione" e che i crimini commessi da Eichmann non erano solo in violazione del diritto israeliano, ma erano considerati "gravi reati contro il diritto delle nazioni stesso".  Ha inoltre affermato che il crimine di genocidio è coperto dal diritto consuetudinario internazionale e che "gli Stati possono esercitare la giurisdizione sugli stranieri che hanno commesso all'estero un atto ritenuto pregiudizievole per la sicurezza del particolare Stato interessato".

### Italia
La sussistenza della giurisdizione italiana si può verificare persino nel caso di reato dello straniero commesso all'estero, in base alla previsione di cui all'art. 7, comma 1, n. 5 del codice penale italiano: essa si inscrive nel contenuto degli articoli 7, 8, 9 e 10 c.p., che costituiscono eccezioni al principio di territorialità subordinatamente ad alcune precise condizioni di procedibilità.
Oltre a porsi in rapporto dialettico con molte immunità di tipo processuale - talvolta originate anche nello stesso diritto internazionale - queste norme creano anche il pericolo di una sovrapposizione con le norme pattizie del diritto internazionale penale; per questo, ad esempio, si era proposto di escludere dall’ambito dell’articolo 8 del codice penale (delitto politico commesso all’estero) i reati previsti dal disegno di legge che tentò invano di dare recepimento allo Statuto di Roma con norme di adattamento ordinario: "tale scelta è basata sul presupposto della natura autonoma del concetto costituzionale di reato politico, rispetto alla definizione codicistica, in analogia con quanto previsto dalle leggi straniere sulla cooperazione giudiziaria (articolo 13 della legge federale sull’assistenza internazionale in materia penale [LAIMP] della Svizzera)".

### Malesia
Nel novembre 2011, la Commissione per i crimini di guerra di Kuala Lumpur avrebbe esercitato la giurisdizione universale per provare a condannare in contumacia l'ex presidente degli Stati Uniti George W. Bush e l'ex primo ministro britannico Tony Blair per l'invasione dell'Iraq
Nel maggio 2012, il tribunale, di nuovo nell'ambito di un presunto esercizio di giurisdizione universale, ha raccolto testimonianze delle vittime della tortura ad Abu Ghraib e Guantanamo e ha condannato in contumacia  l'ex presidente Bush, l'ex vicepresidente Dick Cheney, l'ex segretario alla Difesa Donald Rumsfeld, l'ex vice procuratore generale John Yoo,  Jay Bybee, l'ex procuratore generale Alberto Gonzales e gli ex consiglieri David Addington e William Haynes II per cospirazione per commettere crimini di guerra.
Il tribunale ha poi deferito le proprie conclusioni al procuratore capo presso la Corte penale internazionale dell'Aia.

### Senegal
Una causa contro l'ex dittatore del Ciad, Hissène Habré, è iniziata nel 2015 in Senegal.

### Spagna
La legge spagnola riconosce il principio della giurisdizione universale. L'articolo 23.4 della legge sull'organizzazione del potere giudiziario (LOPJ), emanato il 1 luglio 1985, stabilisce che i tribunali spagnoli hanno giurisdizione sui crimini commessi da spagnoli o cittadini stranieri al di fuori della Spagna quando tali crimini possono essere descritti secondo il diritto penale spagnolo come genocidio, terrorismo, o qualche altro, così come ogni altro crimine che, secondo i trattati o le convenzioni internazionali, deve essere perseguito in Spagna. Sotto l'imperio di questa legge sono stati intrapresi i procedimenti a seguire.
Nel 1999, il premio Nobel per la pace Rigoberta Menchú ha intentato una causa contro la leadership militare guatemalteca in un tribunale spagnolo per le atrocità commesse nella guerra civile guatemalteca. Sei alti dirigenti, tra cui Efraín Ríos Montt e Óscar Humberto Mejía, sono stati formalmente incriminati il 7 luglio 2006 per comparire dinanzi alla Corte nazionale spagnola dopo che la Corte costituzionale spagnola ha stabilito, nel settembre 2005, che il "principio della giurisdizione universale prevale sull'esistenza di interessi nazionali".
Nel giugno 2003, il giudice spagnolo Baltasar Garzón ha incarcerato Ricardo Miguel Cavallo, un ex ufficiale della marina argentina, estradato dal Messico in Spagna in attesa del processo con l'accusa di genocidio e terrorismo relativi agli anni della dittatura militare argentina.
L'11 gennaio 2006, l'Alta Corte spagnola ha accettato di indagare su un caso in cui sette ex funzionari cinesi, tra cui l'ex segretario generale del Partito comunista Jiang Zemin e l'ex premier Li Peng, avrebbero partecipato a un genocidio in Tibet. Questa indagine segue una sentenza della Corte costituzionale spagnola (26 settembre 2005) secondo cui i tribunali spagnoli potrebbero giudicare casi di genocidio anche se non coinvolgono cittadini spagnoli. La Cina ha denunciato l'indagine come un'interferenza nei suoi affari interni e ha respinto le accuse come "pura invenzione". Il caso è stato archiviato nel 2010, a causa di una legge approvata nel 2009 che limitava le indagini dell'Alta Corte a quelle "coinvolgenti vittime spagnole, sospetti che si trovano in Spagna o qualche altro legame evidente con la Spagna".
Infatti il 25 luglio 2009, il Congresso spagnolo ha approvato una legge che limita la competenza dell'Audiencia Nacional - ai sensi dell'articolo 23.4 citato - ai soli casi in cui gli spagnoli sono vittime, esiste un collegamento rilevante con la Spagna o i presunti autori si trovano in Spagna.
Erano state presentate denunce anche contro l'ex capo di stato maggiore delle forze di difesa israeliane generale Dan Halutz e altri sei alti funzionari politici e militari israeliani: ciò ad iniziativa di organizzazioni filopalestinesi, che hanno cercato di perseguirli in Spagna in base al principio della giurisdizione universale. Il 29 gennaio 2009, Fernando Andreu, un giudice dell'Audiencia Nacional, aveva aperto le indagini preliminari sulle denunce secondo cui un attentato mirato a Gaza nel 2002. avrebbe giustificato l'accusa contro Halutz, l'ex ministro della Difesa israeliano Binyamin Ben-Eliezer, l'ex capo della difesa Moshe Ya'alon e altri quattro, per crimini contro l'umanità. Il primo ministro israeliano Benjamin Netanyahu ha fortemente criticato la decisione e i funzionari israeliani si sono rifiutati di fornire le informazioni richieste dal tribunale spagnolo, pur trattandosi di un evento per il quale, all'epoca dei fatti, il capo delle operazioni dell'esercito e il primo ministro israeliani si erano scusati ufficialmente, dicendo che non erano a conoscenza, a causa di informazioni difettose, che i civili erano in casa. L'indagine sul caso è stata interrotta il 30 giugno 2009 da una decisione di un collegio di 18 giudici dell'Audiencia Nacional. La Corte d'Appello spagnola ha respinto la decisione del tribunale di grado inferiore e, in appello, nell'aprile 2010 la Corte Suprema di Spagna ha confermato la decisione della Corte d'Appello di non condurre un'indagine ufficiale sull'uccisione mirata di Shehadeh.

### Regno Unito di Gran Bretagna e Irlanda del nord
Un reato è generalmente perseguibile solo nella giurisdizione in cui è stato commesso il reato, a meno che uno statuto specifico non consenta al Regno Unito di esercitare una giurisdizione extraterritoriale. Questo è il caso, tra l'altro, per:
- Tortura (art. 134 del Criminal Justice Act 1988)
- Reati sessuali contro i bambini (s. 72 della legge sui reati sessuali del 2003)
- Frode e disonestà (Criminal Justice Act 1993 Parte 1)
- Terrorismo (ss. 59, 62-63 del Terrorism Act 2000)
- Corruzione (era l'articolo 109 dell'Anti-terrorism, Crime and Security Act 2001, ora è l'articolo 12 del Bribery Act 2010)

Dopo la vicenda dell'arresto per diversi mesi di Augusto Pinochet a Londra su mandato del giudice spagnolo Garzon, il primo caso che ha acquisito visibilità fu, nel dicembre 2009, quello in cui la Corte di Westminster aveva emesso un mandato di arresto per Tzipi Livni in relazione alle accuse di crimini di guerra nella Striscia di Gaza durante l'operazione Piombo fuso (2008-2009). Il mandato è stato emesso il 12 dicembre e revocato il 14 dicembre 2009 dopo che è stato rivelato che Livni non era entrata nel territorio britannico. Il mandato è stato successivamente denunciato come "cinico" dal ministero degli Esteri israeliano, mentre l'ufficio di Livni ha affermato che era "orgogliosa di tutte le sue decisioni nell'operazione Piombo Fuso". La stessa Livni ha definito il mandato di arresto "un abuso del sistema legale britannico". Allo stesso modo, una visita di gennaio in Gran Bretagna da parte di una squadra delle forze di difesa israeliane (IDF) è stata annullata per la preoccupazione che mandati di arresto sarebbero stati richiesti da sostenitori pro-palestinesi in relazione alle accuse di crimini di guerra ai sensi delle leggi della giurisdizione universale.
Dopo una denuncia di Amnesty International, il colonnello nepalese Kumar Lama è stato accusato nel Regno Unito di tortura, ma è stato poi assolto.

### Stati Uniti d'America
Sebbene gli Stati Uniti non dispongano di una legge espressa che la autorizzi, in alcuni casi il governo federale ha esercitato giurisdizione nell'arresto o nell'uccisione di persone sospettate di cospirare per commettere crimini all'interno degli Stati Uniti dall'esterno del paese, o di commettere crimini contro funzionari statunitensi al di fuori degli Stati Uniti. Ciò si è verificato anche quando il sospettato non era un cittadino statunitense, o non era mai stato negli Stati Uniti, e anche quando l'esistenza di un vero e proprio trattato di estradizione tra quel paese e gli Stati Uniti avrebbe dovuto comportare una richiesta di consegna all'autorità del posto.
Fu il caso, nel 1985, di Humberto Alvarez-Machain, un cittadino messicano, che avrebbe assistito alla tortura e all'omicidio di un agente della DEA statunitense in Messico. Nonostante gli Stati Uniti avessero un trattato di estradizione con il Messico (e poiché il governo messicano si era rifiutato di estradare un cittadino messicano negli Stati Uniti per un crimine presumibilmente commesso in Messico), il governo degli Stati Uniti fece rapire Alvarez-Machain e lo ha portò negli Stati Uniti per il processo per il crimine commesso in Messico. Il tribunale ha stabilito che, poiché Alvarez-Machain era stato portato negli Stati Uniti in violazione del trattato, il suo arresto era illegale. La Corte Suprema degli Stati Uniti, in United States v. Alvarez-Machain, ha però stabilito che - nonostante l'esistenza di un trattato di estradizione con il Messico - era ancora legale per il governo degli Stati Uniti esercitare l'autotutela e mediante il "rapimento forzato", riportarlo al Stati Uniti per il processo.
All'inverso, in materia civile la giurisdizione universale rivendicata dagli Stati Uniti in base ad una legge di duecento anni fa ha prodotto importanti conseguimenti sotto il profilo risarcitorio, nei confronti di coloro che all'estero violano i diritti umani. Nella sentenza Filártiga v. Peña-Irala, è stato stabilito nel 1980 il precedente, per i tribunali federali degli Stati Uniti, in ordine alla possibilità di sanzionare civilmente i cittadini non americani per atti illeciti commessi al di fuori degli Stati Uniti che violavano il diritto internazionale pubblico (il diritto delle nazioni) o qualsiasi trattato di cui gli Stati Uniti sono parte.
La legge invocata per estendere così la giurisdizione dei tribunali degli Stati Uniti ad atti illeciti commessi in tutto il mondo era l'Alien Tort Statute: a seguito della sentenza Filártiga, in Kadic v Karadžić (1995), gruppi di croati bosniaci e musulmani la invocarono per avviare procedimenti contro la Serbia per crimini di guerra in un tribunale nazionale americano, poiché Radovan Karadžić che si trovava negli Stati Uniti in quel momento. Karadžić è risultato non essere immune dalla giurisdizione.
Dopo la sentenza Karadžić, però, c'è stata una giurisprudenza più restrittiva: in Corte suprema nel 2004 è stato stabilito che il Congresso intendeva con lo Statuto Alien Tort che la giurisdizione extraterritoriale fosse consentita solo per i crimini internazionali più gravi. Ciò è stato ulteriormente limitato in Kiobel v. Royal Dutch Petroleum Co., in cui è stato affermato che esiste una forte presunzione contro l'extraterritorialità della giurisdizione, quando gli atti commessi al di fuori degli Stati Uniti non hanno un legame eziologico che conduca ad un atto della catena causale compiuto su territorio statunitense.

## Critiche
Oppositori come Henry Kissinger, chiamato egli stesso a testimoniare sull'Operazione Condor del governo degli Stati Uniti in un tribunale spagnolo,  sostengono invece che la giurisdizione universale è una violazione della sovranità di ciascuno stato, visto che tutti gli stati sono uguali nella sovranità, come affermato dal Carta delle Nazioni Unite. La giurisdizione universale rischierebbe anzi di creare "una tirannia universale, quella dei giudici", dal momento che un numero qualsiasi di stati potrebbe istituire tali tribunali di giurisdizione universale, per travestire di imparzialità la lotta - tutta politica - ai nemici o agli oppositori di uno Stato.
Uno dei principali problemi logistici che un tribunale può incontrare durante un'applicazione della giurisdizione universale è l'accessibilità dei testimoni. Gli Stati non hanno l'autorità legale per citare i testimoni che attualmente risiedono all'estero per comparire davanti ai loro tribunali nazionali, né hanno sempre accesso ai testimoni o alle prove necessarie per implicare un cittadino straniero di crimini contro l'umanità.